# Dansen
Dansen är en svensk dokumentärfilm i kortfilmsformat från 1994 i regi av Jan Troell.
Filmen skildrar dialogen mellan man och kvinna, men också mellan kulturer, generationer och samhällsklasser. Den producerades av Jan Skogström och spelades in efter ett manus av Troell, som även var fotograf och klippare. Filmen premiärvisades i maj 1994 på Balticum Film & TV Festival på Bornholm och hade svensk premiär 26 september 1994 på Umeå filmfestival. 1995 visades den på Göteborgs filmfestival.
Dansen mottog det så kallade FT-priset i Uppsala 1994 och nominerades 1996 till en Guldbagge i kategorin Bästa kortfilm.